# تل التوت
تل التوت (به عربی: تل التوت) یک روستا در سوریه است که در ناحیه بری شرقی واقع شده‌است. تل التوت ۱٬۹۲۳ نفر جمعیت دارد.